# اتصالات تونس
اتصالات تونس هو الاسم التجاري للمزود التاريخي لخدمات الاتصالات في تونس. رأس ماله 875 مليون يورو ورقم معاملته، في 2004, بلغ 750 مليون يورو.
لدى اتصالات تونس أكثر من 6 ملايين مشترك في الاتصالات الهاتفية الثابتة والمتنقلة في تونس وخارجها. كما تلعب دوراً هاماً في تحسين معدل النفوذ للأنترنت في تونس، مما سمح لها في نهاية المطاف أن يكون لديها 140,000 مشترك في نهاية أبريل  2008.

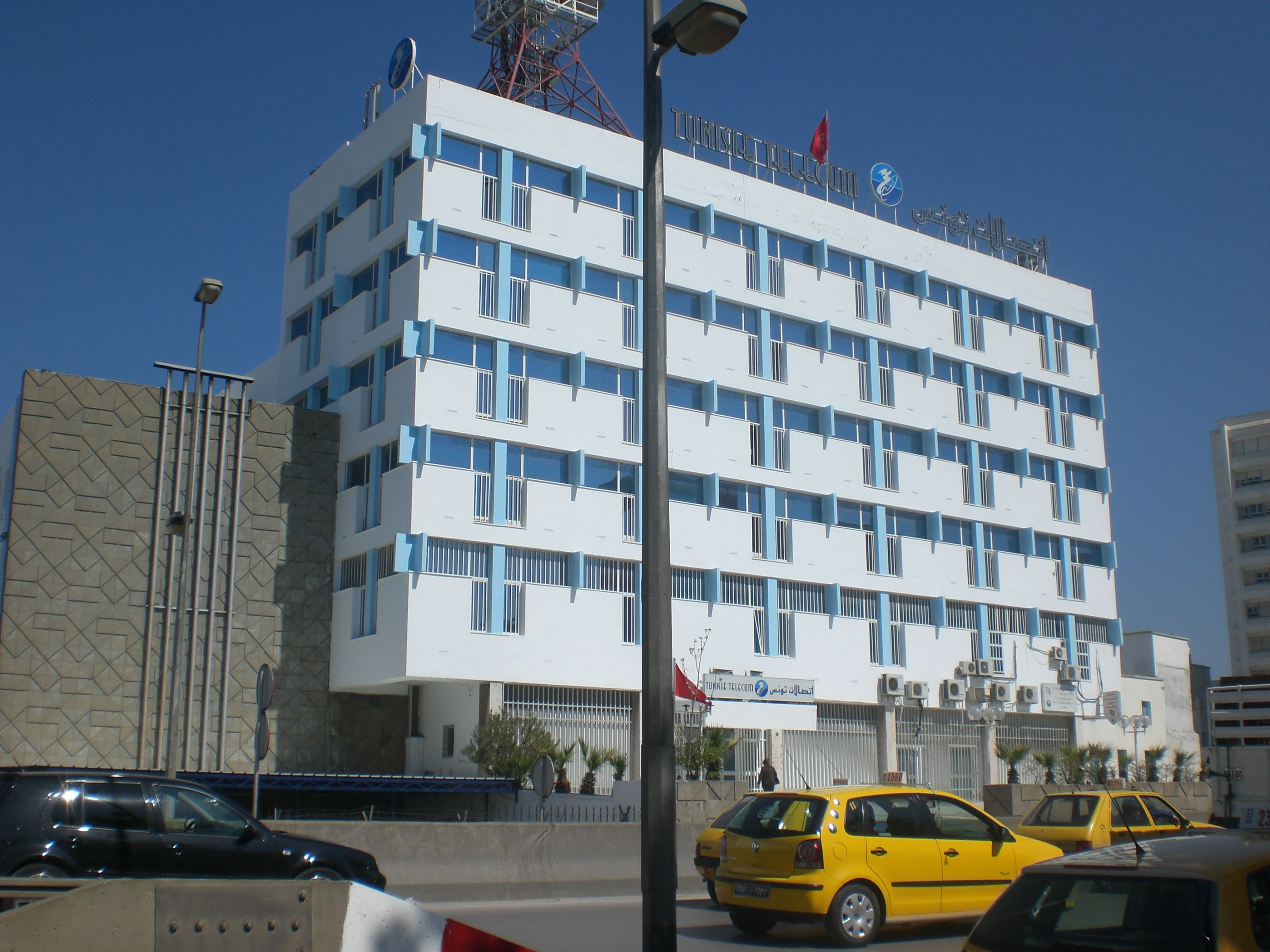
مقر اتصالات تونس في العاصمة

## تاريخ
أقر القانون رقم 36 المنشئ للديوان الوطني للاتصالات تحت الاسم التجاري اتصالات تونس في 17 ابريل 1995 ودخل حيز التنفيذ في 1 جانفي 1996 وتم إصدار المرسوم رقم 2844 المؤرخ 27 ديسمبر 1999 المتعلق بصبغة اتصالات تونس. تغيرت الصبغة القانونية للشركة لتصبح شركة عامة خفية الاسم في 5 أبريل  2004. شهد الديوان الوطني للاتصالات، الذي أخذ اسم الشركة الوطنية للاتصالات في 2004، خصخصة جزئية في 2006 مع دخول في رأس ماله بنسبة 35% من شركة الإمارات الدولية للاتصالات الدولية (EIT) التابعة لدبي القابضة.

تقدم اتصالات تونس خدمات في الاتصالات القارة والمتنقلة. في جوان 2006, بلغ مشتركوها في الهاتف القار 3340000 وتعتبر الأولى في العالم العربي وفي شمال أفريقيا والتي تعتبر المحتكرة لهذه الخدمة، و5150640 مشترك في الهاتف الجوال (الخط الأول افتتح في 20 مارس 1998)، جاعلا منها الرائد في السوق امام منافستها تونيزيانا سابقا.
و هو أيضا مزود خدمة الانترنات فرام رلاي وادسل وبروتوكول X25 وشبكة رقمية للخدمات المتكاملة وWLL للهاتف الريفي).
اتصالات تونس تستغل الشبكة الأولى للهاتف الجوال في موريطانيا (ماتال). كما وقعت عقد شراكة تقنية مع جيبوتي تلكوم لتطوير شبكاتها الاتصالية.
منذ عام 2008، تقدم شركة الاتصالات التونسية إمكانية لحاملي البطاقات المصرفية الوطنية لتغذية رصيد خطوطهم المدفوعة مقدماً عن طريق أجهزة الصراف الآلي للبنك العربي لتونس (خدمة موبي لنك).
في 21 مارس 2009، أطلقت شركة الاتصالات التونسية علامة تجارية جديدة، أليسا، مع عروض مصممة خصيصا للشباب تحت 25 سنة ؛ ليصبح فيما بعد متاحًا للجميع دون حد للعمر بدءًا من 10 مارس 2012.
في سبتمبر 2012، تقاعد الرئيس التنفيذي للشركة علي غضباني وحل محله مختار مناكري، الرئيس التنفيذي السابق لشركة ألكاتل.
في عام 2014، تم تعيين صلاح جرايا رئيسا تنفيذيا ليحل محل مختار مناكري، الذي كانت ولايته في طريقها إلى نهايتها.
في شهر يونيو من العام نفسه، بدأ الموظفون حركة اجتماعية للحصول على زيادة في الراتب والمطالبة بتطبيق الاتفاقيات الموقعة في فبراير 2011 بمساندة اللإتحاد العام التونسي للشغل وقاموا بالعديد من الإضرابات والاحتجاجات إلى أن نجحوا في مايو 2015. بعد هذه الحركات والإضرابات الاجتماعية، استقال صلاح جرايا يوم 2 يوليو.
في 12 أغسطس، تم تسمية نزار بوقيلة مديرا عاما للشركة.
في شهر أغسطس 2016، قامت شركة Tunisie Telecom بإنهاء عملية شراء 65.4٪ من إجمالي رأس مال شركة GO مالطا.
في 19 سبتمبر 2017، تم استبدال بوقيلة بمحمد فاضل كريم. في 7 نوفمبر، وقعت شركة الاتصالات التونسية عقدًا مدته خمس سنوات مع وزارة تكنولوجيا المعلومات والاقتصاد الرقمي لتغطية المناطق البيضاء مع خدمات الاتصالات عريضة النطاق.

## النشاط
تقدم اتصالات تونس خدمات في مجال الاتصالات الثابتة والمتنقلة. في يونيو 2006، أصبح لديها 1,259,000 مشترك للخطوط الهاتفية الثابتة (RTCP) و3,265,000 مشترك في شبكة الهاتف الخلوي GSM، التي تم افتتاحها في 20 مارس 1998.
تعد شركة الاتصالات التونسية ثاني أكبر مشغل للهاتف المحمول في البلاد، بحصة تبلغ نسبة 35.4٪ في ديسمبر 2014 من سوق الهاتف المحمول، بعد شركة أوريدو التي تمتلك 45.7٪ من السوق.
في عام 2010، أطلقت شركة الاتصالات التونسية، بالتعاون مع البريد التونسي، خدمة الدفع عن بعد المتنقلة موبي دينار.
في عام 2014، سجل المشغل الحالي معدل نمو شهري بلغ 4.2٪، مما مكنه من تجاوز خمسة ملايين اشتراك.
كما أن شركة الاتصالات التونسية هي مزود للنفوذ إلى الإنترنت (Frame Relay وADSL وX.25 وLS وISDN وWLL للمهاتفة الريفية).
في عام 2016، وقعت تونس تيليكوم اتفاقية شراكة مع عمادة المهندسين التونسيين، والتي تسمح لأعضائها بالاستفادة من مجموعة واسعة من خدمات الاتصالات.
في أواخر شهر أغسطس عام 2017، وقعت اتفاقية شراكة جديدة تنص على توفير خدمات الاتصالات عن طريق اتصالات تونس إلى نقابة الصحفيين التونسيين. وتخطط الاتفاقية أيضاً لتجهيز غرفة التدريب في مقر النقابة بالتكنولوجيات الجديدة.
في 16 نوفمبر 2017، قامت كل من شركة الاتصالات التونسية ومؤسسة «المدنية» بتجديد شراكتهما واتفاقية رعايتهما، التي تبلغ من العمر ثلاث سنوات، وأعلنت عن استعدادها لإطلاق تحدٍ جديد لنقل الطلاب من المناطق النائية.
في 6 فبراير 2018، أعلنت اتصالات تونس وبرولوجيك القابضة، رائدة سوق معدات وخدمات تكنولوجيا المعلومات في تونس، عن توقيع اتفاقية شراكة جديدة لمدة ثلاث سنوات. كما أطلقت شركة الاتصالات التونسية في نفس الشهر برنامج «على متن واي فاي»، وهو مشروع تجريبي أجريت في شراكة مع وسائل النقل بين المدن الجمعية الوطنية (SNTRI) لتقديم خدمة الإنترنت المجاني عبر Wi-Fi في الحافلة.
في 10 يوليو 2018، في تونس، أعلنت إدارة شركة الاتصالات التونسية وشركة فودافون عن توقيع اتفاقية شراكة جديدة.

## المعاملات
تحتل شركة اتصالات تونس المركز الأول من حيث الحصة من سوق المبيعات بنسبة 39.4٪ على الرغم من صعود شركة أورونج تونس، وفقاً لتقرير المؤسسة الوطنية للاتصالات، وذلك رغم انخفاض أسهمه بنسبة 1.7 نقطة.
في سوق الهاتف المحمول، بقيت شركة الاتصالات التونسية في المركز الثاني بعد شركة أوريدو تونس في الترتيب بنسبة 31.7٪ فقط من حصة السوق من حيث رقم المعاملات (529.6 مليون دينار تونسي في عام 2016) هذا وقد سجلت «اتصالات تونس» زيادة قدرها 18 مليون دينار تونسي على مرابيحها من الهواتف المحمولة.
وصل رقم المعاملات إلى 1.1 مليار دينار في عام 2016.

## العروض والخدمات المتاحة للعموم

### الهتف الجوال والهاتف القار
- العروض مسبقة الدفع.
- العروض المفوترة.
- الخدمات.[26]

### الأنترنيت
- خدمات الجيل الثالث والجيل الرابع متاحة مع رقاقة الهاتف الخلوي أو مع مفتاح أنترنيت محمول.
- خدمات الأنترنيت في خط اشتراك رقمي غير متماثل.
- خدمات الاتصال عبر الألياف البصرية.[27]

## وصلات خارجية
- الموقع الرسمي لاتصالات تونس
- الدليل الهاتفي الرسمي